# Seaweed Mustache
Seaweed Mustache (coréen : 미역수염) est un groupe de blackgaze sud-coréen. Il est composé de Choi Jihoon, Jeong Jooyi, Lee Wanki et Ban Jaehyeon. Depuis sa formation en 2014, le groupe a sorti un EP The Whistle (2016) et deux albums studio Bombora (2022) et 2 (2024),,.

## Biographie
Seaweed Mustache se forme à l'automne 2014. Ils sortent leur EP The Whistle en 2016. Malgré de bonnes critiques, ils restent inactifs pendant six ans. Le groupe explique cette pause à la naissance et à la garde de l'enfant de Jeong Jooyi.
Ils sortent leur premier album studio Bombora en 2022. Cho Ildong, de Music Y, décrit l'album ainsi : « Dans Bombora, une musique totalement nouvelle, d'un niveau et d'une orientation complètement différents, remplit l'espace audible comme un jet flou et énorme ». En 2024, ils sortent leur deuxième album studio 2. Le groupe décrit l'album comme « un album où il y a un univers où coulent des rivières et la voie lactée ». Ils remportent le prix du meilleur album métal et hardcore lors des 22e Korean Popular Music Awards en 2025.

## Albums

### Albums studio
- 2022 : Bombora
- 2024 : 2

### EPs
- 2016 : The Whistle